# Station Częstochowa Raków
Station Częstochowa Raków is een spoorwegstation in de Poolse plaats Częstochowa.